# Henri Coandă
Henri Marie Coandă (Bucareste, 7 de junho de 1886 — Bucareste, 25 de novembro de 1972) foi um inventor e pioneiro da aerodinâmica romeno. Construiu o primeiro avião movido por um motor a jacto do mundo, o Coandă-1910 em 1910. Um dos aeroportos de Bucareste tem o seu nome (Aeroporto Internacional Henri Coandă).